# Parafia Najświętszego Serca Pana Jezusa w Olsztynie
Parafia Najświętszego Serca Pana Jezusa w Olsztynie – rzymskokatolicka parafia  w Olsztynie.

## BudowaKościoła NSPJ
Szybki rozwój Olsztyna u schyłku XIX w. i związany z tym wzrost liczby mieszkańców, w tym także i katolików, był przyczyną podjęcia decyzji o budowie drugiego kościoła (drugiego po katedrze św. Jakuba). Ziemię pod budowę kościoła zakupiono w 1898 roku za 20 tys. marek. Budowlę zaprojektował architekt Fritz Heitmann (znany w Prusach Wschodnich). Do prac budowlanych wybrano firmę Alberta Schulza (przedstawił najkorzystniejsza ofertę, opiewająca na 47896 marek). Prace rozpoczęto w czerwcu 1901 roku. W uroczystości wmurowania kamienia węgielnego uczestniczył biskup Andrzej Thiel. Latem 1902 r. podjęto już prace malarskie a wykonał je Albert Kochanowski za kwotę 1581,26 marki.
Konsekracja nastąpiła 19 października 1903 roku z udziałem biskupa pomocniczego warmińskiego Edwarda Herrmanna.
Największą rolę w zebraniu pieniędzy na budowę kościoła odegrało Stowarzyszenie Budowy Kościoła, powołane do życia w 1900 roku.
Początkowo kościół Najświętszego Serca Jezusowego był filią parafii św. Jakuba. Pieczę nad nim sprawował dziekan olsztyński ks. Józef Tischner. 1 lutego 1904 r. ordynariusz skierował do Olsztyna czwartego wikariusza i zezwolił, by zamieszkał w domu należącym do beneficjum różańcowego. W 1906 ustanowiono odrębnego kuratusa. Decyzja o wydzieleniu nowej parafii zapadła w 1908 r.  Biskup warmiński Andrzej Thiel mianował przy nowo zbudowanym kościele kuratusa (samodzielnego duszpasterza, ale jeszcze bez praw proboszczowskich). Decyzje o powstaniu samodzielnej parafii władze kościelne podjęły w 1914 r. Oficjalne ustanowienie samodzielnej parafii Najświętszego Serca Jezusowego ze strony kościelnej nastąpiła 15 maja 1916 roku. W dokumencie erekcyjnym dokładnie określono granice, dochody proboszcza i duszpasterz pomocniczych oraz przynależność dekanalną. Władze państwowe zatwierdziły tę decyzję 20 października 1916 r.
Plebanię (przy obecnej ul. Kopernika) budowano w 1906 i 1907 r. Dom parafialny przy obecnej ul. Mickiewicza zbudowano w latach 1934–1936. Projekt przygotował i kierował pracami architekt August Wiegand.

## Parafianie
Wokół kościoła osiedlał się żywioł niemiecki i dlatego parafia była niemiecka. Wokół kościoła zamieszkiwali ludzie zamożni: rzemieślnicy, urzędnicy, nauczyciele. Nabożeństwa i kazania głoszono w języku niemieckim. W ważniejsze uroczystości kościelne wygłaszano także kazania w języku polskim.
Parafia początkowo liczyła ok. 5 tys. wiernych. Jednakże już pod koniec lat dwudziestych XX w. liczyła przeszło 7 tys., a w 1939 – ponad 9 tys.

## Stowarzyszenia
- Stowarzyszenie św. Wojciecha (najpopularniejsze), założone na Warmii w 1851 r. W 1870 połączono je z działającym w Niemczech Stowarzyszeniem św. Bonifacego. Celem stowarzyszenia było wspieranie katolików żyjących w protestanckich prowincjach Prus. Ze składek budowano kościoły, zaopatrywano je w parametry liturgiczne, zakładano szkoły.
- Związek Misyjny św. Franciszka Ksawerego, który zbierał fundusze na cele misyjne
- Stowarzyszenie Dzieciątka Jezus, do którego zapisywały się dzieci, również wspierając działalność misyjną poprzez modlitwę i comiesięczne ofiary.
- Stowarzyszenie, które zbierało ofiary przeznaczone na pomoc dla kapłanów
- Towarzystwo św. Wincentego (posiedzenia odbywały się w poniedziałki o godz. 20.00)
- Stowarzyszenie św. Elżbiety, mające poza celami charytatywnymi także pogłębienie życia duchowego członkiń poprzez codzienne uczestnictwo we mszy świętej, odmawianie różańca, comiesięczne dni skupienia i doroczne rekolekcje.
- Mariańska Kongregacja Panien, którego zadaniem była ochrona młodzieży przed niebezpieczeństwami młodego wieku.
- Stowarzyszenie Młodzieży Męskiej
- Apostolat Mężczyzn
- Stowarzyszenie Matek Chrześcijańskich
- Związek Krzyżowy (Kreuzbund), propagujący ideę trzeźwości
- Caritas

## Pierwsze powojenne lata działalności parafii
W lutym 1945 r. Olsztyn był niemal całkowicie wyludniony. Wojska radzieckie nie napotkały w mieście żadnego oporu. Garnizon niemiecki dawno był w mieście nieobecny. Żołnierze Armii Czerwonej strzelali do bezbronnej ludności cywilnej, gwałcili kobiety bez względu na narodowość, nawet Polki i Rosjanki wywiezione do pracy w Niemczech. Tysiące mieszkańców Olsztyna w towarowych wagonach wywożono do pracy w kopalniach Workuty i Kołymy. Represje dosięgły również duchownych. Proboszcz parafii św. Józefa został zastrzelony, a siostra ze zgromadzenie sióstr katarzynek, pracująca w Szpitalu Mariackim, została zasztyletowana przez sowieckiego żołnierza. Proboszcz parafii św. Jakuba – ks. Jan Hanowski domagał się u komendanta uszanowania kościołów. Dzięki pismu, w którym komendant pod karą śmierci zabrania swoim żołnierzom podpalania kościołów, świątynie olsztyńskie zachowały się od zniszczenia (liczne pożary strawiły w ciągu paru tygodni 1040 budynków mieszkalnych, spośród 2640 istniejących w mieście). Spłonęła również plebania parafii Najświętszego Serca Jezusowego.
Jako pierwsi osiedleńcy do Olsztyna przybyli kolejarze z Białegostoku. Kolejnymi transportami kolejowymi przyjechali osiedleńcy z Wołynia, Warszawy oraz z Wileńszczyzny. Do Olsztyna powrócił także ks. Alfons Wardecki. W 1947 r. proboszczowi udało się wyremontować dach i wieżę kościelną. Pod koniec 1948 r. wyremontowane zostały organy. Jednakże dopiero w 1964 udało się uzupełnić brakujące głosy. Plebanię odbudowano w 1949 r.

## Życie parafii
Po wielu latach starań 4 lutego 1980 r. wojewoda olsztyński wydał zezwolenie na rozbudowę plebanii. Dzięki projektantom powstał dom katechetyczny z większa liczbą sal. W 1984 zakupiono 220 szkolnych ławek i 600 krzeseł, a w 1985 wyposażona sale katechetyczne w biurka, nowe tablice i szafy.
W latach 1997–2003 wykonano remont kościoła oraz renowację figury Chrystusa Zbawiciela z 1737 r.
Wraz z rozwojem Olsztyna oraz przyrostem ludności, liczba parafian systematycznie się zwiększała. W roku 1970 liczba wiernych w parafii wynosiła 30 tys. a w 1976 już ponad 40 tys. W kolejnych latach, w miarę budowania kolejnych kościołów, z parafii NSJ wydzielane były inne olsztyńskie parafie: Matki Bożej Miłosierdzia (1991), św. Maksymiliana Marii Kolbe (1994).

### Duszpasterstwa i ruchy religijne
- Czciciele Żywego Różańca
- Czciciele Krwi Przenajdroższej
- Odnowa w Duchu Świętym Strona wspólnoty Kanaan
- Zespoły wokalno muzyczne
- Przegląd piosenki religijnej „Magnifikat”
- „Wiara i światło”
- Olsztyńskie Duszpasterstwo Harcerek i Harcerzy
- Duszpasterstwo Akademickie
- Duszpasterstwo w Areszcie Śledczym
- Duszpasterstwo Bankowców
- Klub Inteligencji Katolickiej
- Warmiński Klub Katolików
- Duszpasterstwo Inteligencji Miasta Olsztyna
- Duszpasterstwo Ludzi Pracy
- Duszpasterstwo Żołnierzy Armii Krajowej
- Rodzina Katyńska w Olsztynie
- Stowarzyszenie „Pro Patria”
- Duszpasterstwo Związku Więźniów Politycznych Okresu Stalinowskiego
- Stowarzyszenie Miłośników Wołynia i Polesia
- Scholka Aniołki Najświętszego Serca

### Rządcy parafii i proboszczowie
- ks. Jerzy Grunwald (1904–1908, jako czwarty wikariusz w Olsztynie)
- ks. Edward Barkowski (1908–1911, kuratus)
- ks. Alfons Wardecki (1911–1950) kuratus, potem proboszcz
- ks. Jan Romejko (1950–1972)
- ks. Julian Żołnierkiewicz (1972–2006)
- ks. Janusz Wieszczyński (od 2006)

### Wybrani księża pracujący w parafii
- ks. Franz Heyduschka (1908)
- ks. Karol Kunkel (1938–1941)
- ks. Wacław Hipsz (1946)
- ks. Alojzy Szorc (1956–1957)
- ks. Julian Żołnierkiewicz (1959–1968)
- ks. Józef Wysocki (1979–1980) obecnie biskup

### Wybrani księża pochodzący z parafii
- ks. Jacek Jezierski (święcenia 1974, biskup od 1993)
- ks. Janusz Ostrowski (święcenia 1991, biskup od 2018)
- ks. Radosław Czerwiński (święcenia 2011, prefekt WSD Hosianum)